# Gabriel Guérin (peintre)
Pour l’article homonyme, voir Gabriel Guérin pour l'aviateur, as de la première guerre mondiale.
Gabriel Guérin est un peintre français représentatif de la peinture académique, né le 21 décembre 1869 à Bourbonne-les-Bains et mort le 1er février 1916 à Paris (4e), à 46 ans, à l'Hôtel-Dieu de Paris, des suites de maladies contractées au front.

## Biographie
Élève de William Bouguereau et Gabriel Ferrier, Gabriel Guérin est peintre, dessinateur lithographe et illustrateur spécialisé dans les scènes de portraits et paysages.  

## Œuvres
- Le Baptême du Christ
- Près de Varangeville
- Le Vieux Chemin, 1913
- Dans l'église, 1890
- Hameau breton au bord de la mer
- Les Envoyés du paradis, aux aimables Emiluciens
- Châtillon le Matin, 1905
- Le Portraitiste
- La Danse des nymphes
- Notre Dame, Paris
- Péniches en Bord de Seine
- La Vallée
- La Grand-mère
- Gustave Eiffel, 1900-1900
- Rose trémières, 1874
- L'Enfant et sa nourrice
- Jeune Paysanne présentant son enfant à sa grand-mère, 1905
- Village Normand
- Paysage d'Afrique du Nord
- Le Village de Quatzenheim (Alsace)
- Noël en forêt, 1913